# Éparchie de Francfort et de toute l'Allemagne
L'éparchie de Francfort et de toute l'Allemagne (en serbe cyrillique : Епархија франкфуртска и све Њемачке ; en serbe latin : Eparhija frankfurtska i sve Njemačke) est une circonscription de l'Église orthodoxe serbe. Elle a son siège à Francfort-sur-le-Main en Allemagne et, en 2016, elle a à sa tête l'évêque Sergije.

## Histoire

### Évêques
Évêques de l'éparchie d'Europe centrale
- Konstantin Đokić (21 juillet 1991—28 mai 2003 28. maj 2013)
- Irénée (Patriarche serbe) (28 mai 2003), administrateur
- Sergije Karanović (2014—2015)

Évêques de Francfort et de toute l'Allemagne
- Sergije Karanović (depuis 2015)

## Paroisses
L'éparchie compte 4 archidiaconés (en serbe : arhijerejska namjesništa), chacun divisé en plusieurs paroisses.

### Archidiaconé de Bavière
- Augsbourg : église Saint-Étienne-et-Sainte-Hélène
- Munich : église Saint-Jovan-Vladimir
- Nuremberg : église Saint-Cyrille-et-Saint-Méthode
- Ratisbonne : église Saint-Syméon-le-Myroblyte

### Archidiaconé d'Allemagne du Sud
- Karlsruhe : église de la Sainte-Parascève
- Mannheim : église Saint-Simon
- Rhénanie-Palatinat et Sarre
  - Trèves
  - Mayence
  - Wiesbaden
  - Sarrebruck
  - Neuwied-Coblence
- Ulm : église Saint-Côme-et-Saint-Damien[3]
- Fribourg-en-Brisgau : église Saint-Sava
- Francfort-sur-le-Main[4]
  - église de la Résurrection
  - chapelle Saint-Luc
- Friedrichshafen : église des Nouveaux-Saints-Martyrs-Serbes
- Villingen-Schwenningen : église Saint-Michel
- Stuttgart : église Saint-Michel[5]

### Archidiaconé d'Allemagne du Nord et de l'Est
- Berlin[6]
  - église Saint-Sava
  - église de la Résurrection
- Brême : église Saint-Georges
- Cassel : église Saint-Lazare[7]
- Osnabrück : église Saint-Georges
- Hambourg : église Saint-Michel[8]
- Hanovre : église Saint-Sava
- Hildesheim-Himmelstühr : monastère de la Dormition-de-la-Mère-de-Dieu

### Archidiaconé de Rhénanie du Nord-Westphalie
- Aix-la-Chapelle : église de la Résurrection
- Bielefeld : église Saint-Basile-d'Ostrog
- Wuppertal : église de la Nativité-de-la-Mère-de-Dieu
- Düsseldorf : église Saint-Sava[9]
- Dortmund : église Saint-Luc[10]
- Essen : église Saint-Étienne[11]
- Cologne : église de l'Érection-de-la-Sainte-Croix[12]

## Monastères
L'éparchie Francfort et de toute l'Allemagne abrite 1 monastère :
| Français                                     | Serbe cyrillique                    | Datation                                  | Emplacement            | Photo |
| -------------------------------------------- | ----------------------------------- | ----------------------------------------- | ---------------------- | ----- |
| Monastère de la Dormition-de-la-Mère-de-Dieu | Манастир Успења Пресвете Богородице | 1902-1904 (en tant qu'église évangélique) | Hildesheim-Himmelstühr |       |